# 6715 Sheldonmarks
6715 Sheldonmarks eller 1990 QS1 är en asteroid i huvudbältet som upptäcktes den 22 augusti 1990 av den amerikanska astronomen Henry E. Holt och den kanadensiska astronomen David H. Levy vid Palomarobservatoriet. Den är uppkallad efter Sheldon Marks.
Asteroiden har en diameter på ungefär 9 kilometer.